# Империали, Козимо
Козимо Империали (итал. Cosimo Imperiali; 24 апреля 1685, Генуя, Генуэзская республика — 13 октября 1764, Рим, Папская область) — итальянский куриальный кардинал. Правнучатый племянник кардинала Лоренцо Империали и племянник кардинала Джузеппе Ренато Империали. Губернатор Рима и Вице-камерленго Святой Римской Церкви с 14 апреля 1747 по 26 ноября 1753. Камерленго Священной Коллегии кардиналов с 25 января 1762 по 24 января 1763. Кардинал-священник с 26 ноября 1753, с титулом церкви Сан-Клементе с 10 декабря 1753 по 12 февраля 1759. Кардинал-священник с титулом церкви Санта-Чечилия с 12 февраля 1759.